# Vaginisme
 Mise en garde médicale
Le vaginisme est une contraction musculaire prolongée ou récurrente des muscles du plancher pelvien qui entourent l'ouverture du vagin.
Cette action réflexe, involontaire et incontrôlable, empêche de façon persistante toute pénétration vaginale désirée, y compris par un doigt ou un tampon hygiénique quand le vaginisme est total.
Il peut être également partiel ou situationnel lorsque la contraction ne se produit que dans certaines tentatives de pénétration (pénétration du pénis notamment).
Une tentative de pénétration en dépit d'un vaginisme peut entraîner de graves douleurs (dyspareunie) qui vont souvent l'exacerber.

## Épidémiologie
Sa prévalence chez les femmes serait comprise entre moins de 5 % et jusqu'à 10 % suivant les statistiques.

## Types de vaginisme
Le vaginisme est qualifié, selon le cas, de :
- primaire : survenant dès les premières relations sexuelles, amenant à l’impossibilité de toute tentative de pénétration ;
- secondaire : il peut survenir après une période prolongée de relations sexuelles sans problème. Le vaginisme secondaire survient en général après un traumatisme, physique ou psychique (mauvaise expérience), de toute nature. On parle alors plutôt de « dyspareunies », c'est-à-dire de douleurs vaginales lors des relations sexuelles. Les dyspareunies ne sont pas des maladies en soi, plutôt des symptômes dont il faut chercher la cause.

Le vaginisme peut être total ou partiel. Il est total lorsque l'introduction de tout corps ou objet dans le vagin est impossible (tampon hygiénique, doigt…), il est partiel ou situationnel lorsque la pénétration est difficile et souvent douloureuse (ce cas est principalement observé lors des tentatives de pénétration du pénis, alors que l'introduction d'autres objets tels que des tampons hygiéniques est possible et ne génère pas forcément de douleur).

## Causes
Une dyspareunie (douleurs) apparaît souvent si la pénétration est tout de même entreprise malgré les contractions observées rendant théoriquement la pénétration impossible ou très difficile.
Le vaginisme a de nombreuses causes physiques et psychologiques, parmi lesquelles :
- un abus, un viol ou une agression sexuelle ou leur tentative ;
- une peur ou phobie de tomber enceinte ;
- une attitude plus fermée vis-à-vis de la sexualité est plus fréquemment retrouvée chez les personnes souffrant de vaginisme[2] ;
- le vaginisme peut être le symptôme d'un état dépressif[3] ;
- une cause neurologique centrale peut être retrouvée dans certains cas sans explication locale[4] ;
- un accouchement ;
- des troubles de l'identité sexuelle, en particulier pour les vaginismes de situation et non totaux ;
- une infection vaginale ;
- une insuffisance de lubrification ;
- les suites d'un traitement du cancer du col de l'utérus ou du rectum par radiothérapie ou curiethérapie ;
- un hymen non élastique obstruant l'entrée du vagin.

Le vaginisme allégué peut être également une manifestation non avouée de l'impuissance du conjoint, pouvant être résolu par le traitement médical de ce dernier.
Un vaginisme avec absence de règles (aménorrhée) peut aussi être le signe d'un vagin trop petit — de quelques centimètres (syndrome de Rokitansky), qui se soigne très bien dans la mesure où le diagnostic est correctement posé.

## Conséquences
Les douleurs vaginales lors du rapport et/ou la peur réflexe empêchant toute pénétration ont en commun la mise en place d'un cercle vicieux où l'anticipation éventuelle de la douleur, et les stratégies d'évitement renforcent le blocage et entraînent un sentiment de culpabilité chez la personne souffrant de vaginisme.
Les conséquences du vaginisme peuvent être dramatiques pour l'équilibre sexuel et affectif des couples. Le vaginisme entraîne parfois une perte transitoire d'excitation, ayant pour conséquence de réduire l'érection du partenaire. Cependant, c'est le clitoris l'organe érectile et non le vagin. Si la partenaire rencontre un blocage lors de la pénétration vaginale, il est possible de changer de méthode et oublier la pénétration.
L'absence de coït due au vaginisme peut entraîner des difficultés pour tomber enceinte.
Le vaginisme peut empêcher également un examen gynécologique et la réalisation de certains actes médicaux, tel qu'un frottis de dépistage.

## Traitements

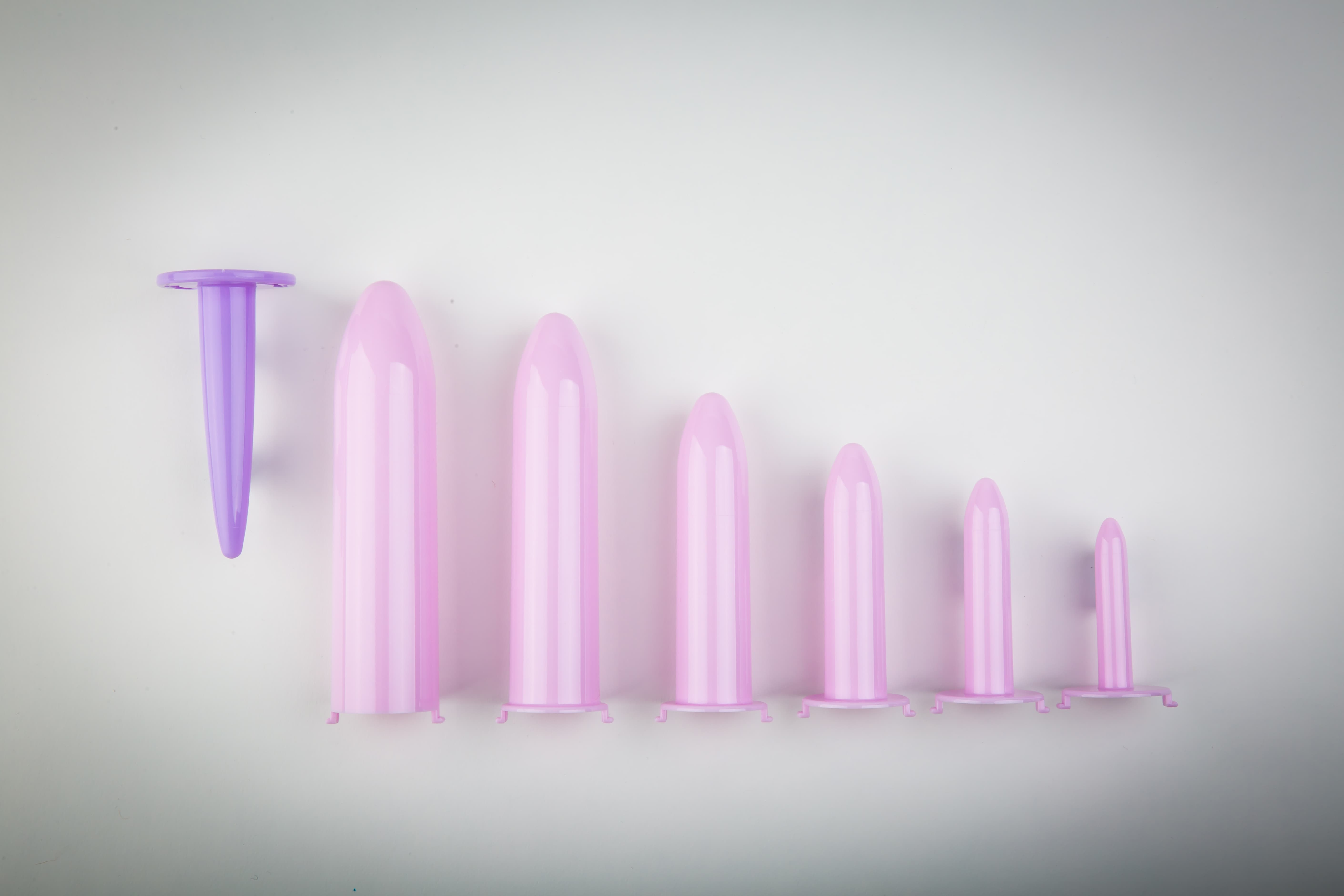
Dilatateurs vaginaux utilisés dans le traitement du vaginisme.

Un contrôle gynécologique est nécessaire, afin d'exclure toute anomalie physique ou maladie infectieuse.
Du fait du tabou entourant souvent les problèmes liés à la sexualité, le vaginisme et les dyspareunies sont encore très peu connues alors qu'ils se soignent très bien chez les patientes motivées dans la mesure où le diagnostic a été correctement posé.
Une rééducation avec des dilatateurs vaginaux (aussi appelés « bougies ») peut s'avérer utile dans tous les cas avec des exercices de dilatations régulières et progressives. Ces exercices sont orientés vers la découverte du corps et l'acceptation du contact.
Une psychothérapie cognitivo-comportementale pourrait avoir une relative efficacité ainsi que des consultations de sexologie. De même, des thérapies de relaxation musculaire peuvent aider, ainsi que des techniques reposant sur le biofeedback. L'hypnose peut également être utilisée lors de séances d'hypnothérapie médicale.
Si le but de la demande est un désir de grossesse, une procréation médicalement assistée peut être proposée.
L'injection locale de toxine botulique entraîne un relâchement musculaire au bout de plusieurs jours, qui peut durer quelques mois. Des résultats préliminaires sont encourageants.
Les pénétrations partielles rares très occasionnelles laissent croire à certaines personnes atteintes de vaginisme que le problème est résolu, elles retardent par conséquent les consultations. Ce déblocage est souvent partiel et ponctuel car les stratégies d'évitements se remettent en place dès les rapports sexuels suivants, et seul un traitement adapté assure une vraie chance de succès pour soigner le vaginisme dans la durée.
Dès le XXe siècle, la psychanalyse a proposé de traiter certaines situations au cours d'une thérapie psychanalytique,.
Jean Bergeret rapporte le cas clinique de « Line » dans La Dépression et les états-limites.

### Articles
- « Elles souffrent de vaginisme, cette maladie taboue de l’amour », sur Rue 89, 3 novembre 2012.
- « Quelques pistes pour avancer ? » sur infokiosques.net.
- Lisa Dayan, "Couper la douleur: Vulvodynie, vaginisme, douleurs pelviennes: guérir est possible", Éditions Marabout, 2024